# Erythropitta granatina
La pitta granatina (Erythropitta granatina (Temminck, 1830)) è un uccello passeriforme della famiglia dei Pittidi.

## Descrizione

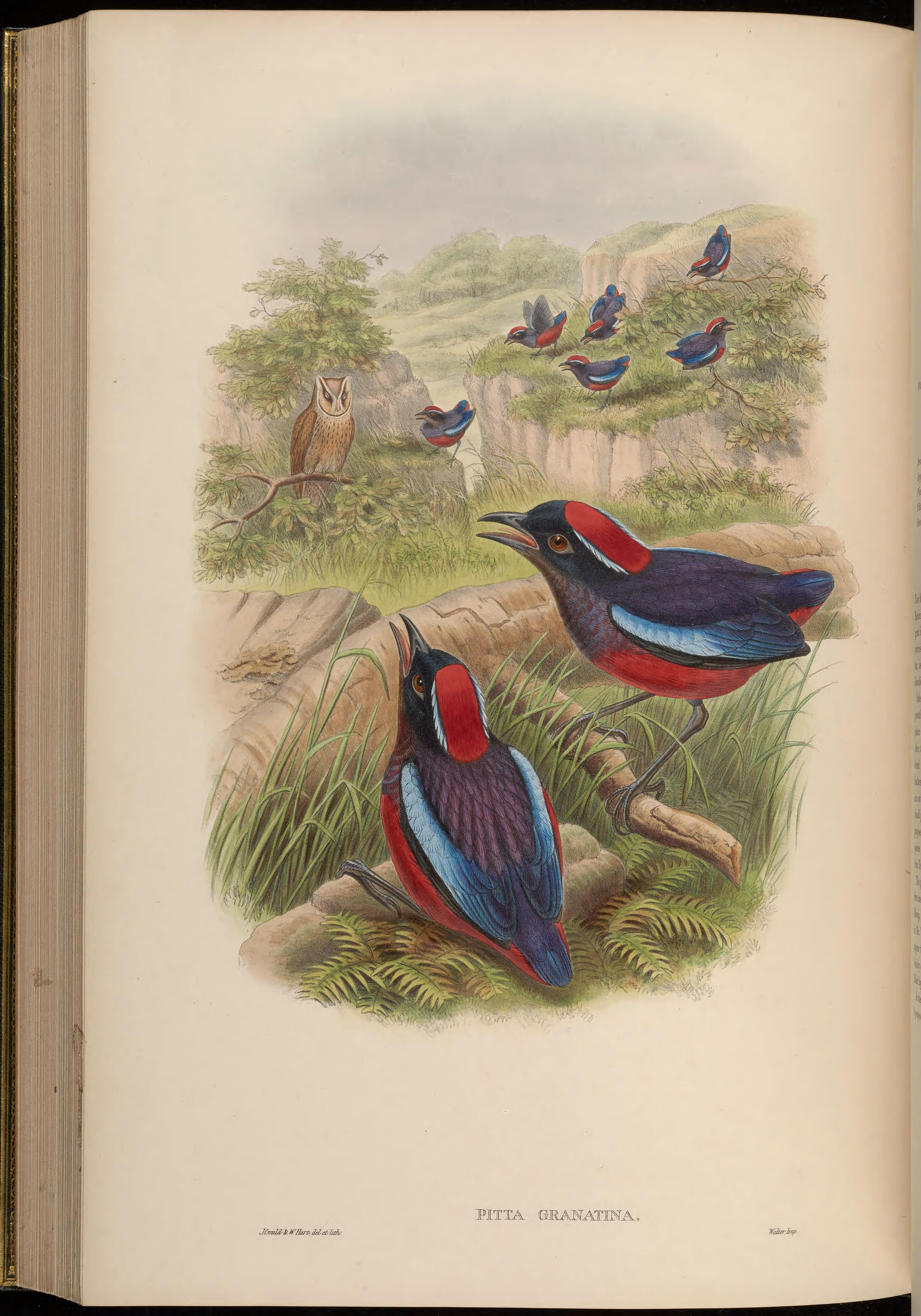
Alcuni esemplari in un'illustrazione.

### Dimensioni
Misura una quindicina di centimetri di lunghezza.

### Aspetto
Questi uccelli hanno un aspetto massiccio e paffuto, con ali e coda corte, testa arrotondata e becco allungato: nel complesso, questa specie mostra grande somiglianza con le affini pitta neroscarlatta e pitta graziosa (di colore più scuro e prive del rosso cefalico).

Nel maschio la testa è nera, con calotta e nuca di colore rosso delimitate da una stretta banda azzurra che parte dal retro dell'occhio e raggiunge anch'essa la base della nuca: petto e ali sono blu, queste ultime con remiganti primarie dello stesso colore azzurro di codione e coda, mentre ventre e sottocoda sono rossi. La femmina presenta colorazione meno brillante rispetto al maschio: ambedue i sessi mostrano becco nerastro, zampe di colore carnicino e occhi bruni.

## Biologia

### Comportamento
Si tratta di uccelli dalle abitudine diurne e strettamente solitarie all'infuori del periodo degli amori (quando si riuniscono in coppie), estremamente territoriali verso i conspecifici ma al contempo assai timidi e riservati: essi passano la maggior parte della giornata al suolo, muovendosi con circospezione nel folto del sottobosco alla ricerca di cibo.

### Alimentazione
La dieta della pitta granatina si compone principalmente di lombrichi e chiocciole: essa viene inoltre integrata quando possibile con insetti e altri invertebrati di piccole dimensioni.

### Riproduzione
La stagione degli amori cade fra marzo e agosto: i partner collaborano nella costruzione del nido (un ammasso globoso di rametti e materiale vegetale con camera di cova interna foderata di foglie, posto indifferentemente al suolo o fra gli alberi), nella cova delle 2 uova che la femmina vi depone e nelle cure parentali verso i nidiacei, che alla schiusa sono ciechi ed implumi.

## Distribuzione e habitat
La pitta granatina occupa un areale che si estende dal Tenasserim meridionale (dove tuttavia mancano da tempo avvistamenti) attraverso tutta la penisola malese, oltre che nel nord di Sumatra ed in gran parte del Borneo (salvo la porzione settentrionale e le alture centrali): il suo habitat è rappresentato dalla foresta pluviale primaria e secondaria e dalle aree paludose con ampia copertura di sottobosco, fino a 600 m d'altezza.

## Tassonomia
Se ne riconoscono due sottospecie:

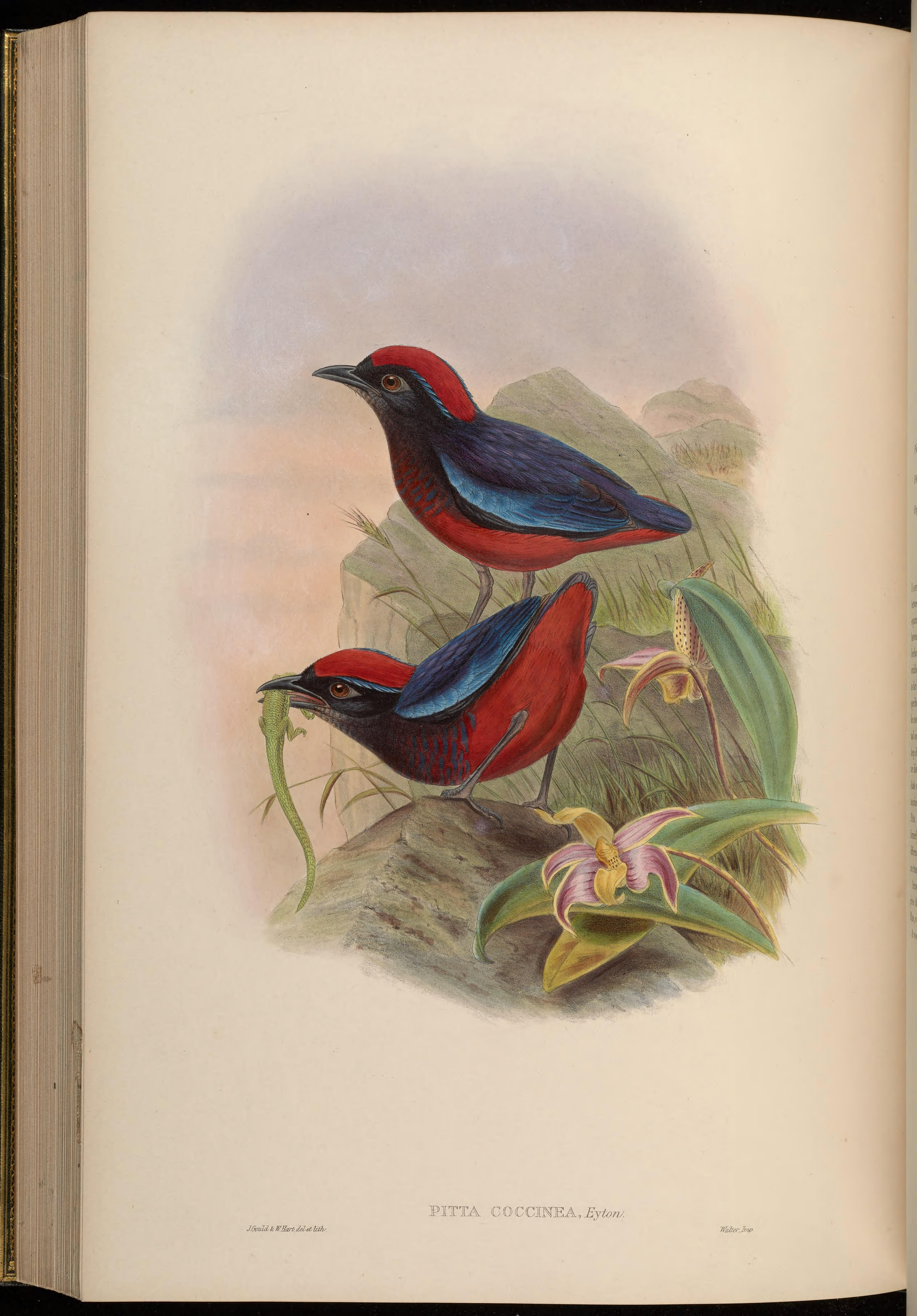
Illustrazione di due esemplari della sottospecie coccinea.

- Erythropitta granatina granatina, la sottospecie nominale, diffusa lungo la penisola malese e a Sumatra;
- Erythropitta granatina coccinea Eyton, 1830, endemica del Borneo;

La pitta neroscarlatta, tradizionalmente classificata come sottospecie di pitta granatina col nome di Erythropitta granatina ussheri, non viene più considerata tale in base alle differenze morfologiche e comportamentali: alcuni autori, invece, proporrebbero l'accorpamento a questa specie della pitta graziosa, con la quale probabilmente la pitta granatina forma una superspecie.